# Atakor
Atakor is het grootste en centrale massief in het Ahaggar-gebergte in het zuiden van Algerije. Het strekt zich uit over ongeveer 3200 km², op een gemiddelde hoogte van meer dan 1500 meter boven de zeespiegel. Hiervan bevindt 1800 km² zich op meer dan 2000 meter.
Door de hoge ligging geniet Atakor gunstige klimatologische omstandigheden, zowel warmer weer als frequentere neerslag. De belangrijkste nederzettingen vindt men bij de oasen: Ideles en Tamanrasset.
Het hoogste punt is de Tahat, met 2908 meter de hoogste berg in Algerije. Andere hoge punten zijn de Ilaman (2739 meter) en de toeristische trekpleister Assekrem (2780 meter).
Er liggen drie grote fossiele valleien: de Igharghar in noordelijke richting, de Azawagh die het water verzamelt aan de oostkant en zuidwaarts richting de Niger en tot slot een systeem van valleien in westelijke richting.
Atakor is met 2150 vierkante kilometer tevens het grootste vulkaanveld. De laatste fase van vulkanische activiteit begon er zo'n 1,95 miljoen jaar geleden en duurde tot ongeveer 10.000 jaar geleden. 
Sintelkegels en lavastromen uit het pleistoceen-holoceen en oudere trachiet en fonoliet lavakoepels typeren het landschap. 
Onder andere neolithische artefacten raakten onder de lavastromen bedolven. Ook de mondelinge traditie van de Toeareg verhaalt nog over de vulkaanuitbarstingen die in het gebied werden waargenomen.
Sporadische fumarolen en beperkte seismische activiteit tonen aan dat de vulkanische activiteit nog niet volledig is verdwenen. 